# ایوری بروکس
اِیوری بروکس (انگلیسی: Avery Brooks؛ زادهٔ ۲ اکتبر ۱۹۴۸) هنرپیشه، کارگردان و گاهی خوانندهٔ اهل ایالات متحده آمریکا است. از فیلم‌هایی که وی در آن نقش داشته‌است می‌توان به تاریخ مجهول آمریکا و ۱۵ دقیقه، ضربه بزرگ اشاره کرد.